# Psilopogon rubricapillus
Megalaima rubricapillus là một loài chim trong họ Megalaimidae.